# Scott McDaniel
Scott McDaniel (* 1965 in Pittsburgh, Pennsylvania) ist ein US-amerikanischer Comiczeichner.

## Leben
Nach dem Abschuss der Penn Hills Senior High School in Pennsylvania begann McDaniel an der Bucknell University in Lewisburg, Medizin zu studieren. Nach einem zweifachen Wechsel seines Studienfachs und dem Erwerb eines Zeugnisses in Elektromechanik begann McDaniel, der sich das Zeichnen als Kind autodidaktisch beigebracht hatte, für die Firma Singer zu arbeiten.
Nach einem Umzug nach Pittsburgh und dank der Vermittlung eines Freundes, der als Redakteur bei dem Comicverlag Marvel arbeitete, gelang es McDaniel schließlich nebenberuflich von Marvel erste kleine Aufträge als Zeichner zu erhalten. Mitte der 1990er gab er – nachdem er von Marvel den Job des Stammzeichners für die Serie Daredevil erhalten hatte – seinen Beruf als Elektromechaniker auf, um sich ganz seiner Tätigkeit als Zeichner widmen zu können.
1996 wechselte McDaniel zu Marvels Konkurrenten DC Comics, für den er bis heute tätig ist. Für DC zeichnete er unter anderem Geschichten für die Serien Nightwing (1996–2000), Batman (2000–2002), Robin (2003–2003) und Green Arrow (2006–2007). Zu den Autoren, mit denen McDaniel in der Vergangenheit besonders häufig zusammengearbeitet hat, zählen unter anderem Chuck Dixon, Ed Brubaker und Larry Hama.

## Bibliografie
- Batman: #575–586, 588–607
- Detective Comics #766
- Green Arrow: #60–75
- Nightwing: 1/2, 1–40, 101–106, 1,000,000, Secret Files & Origins #1,
- Nightwing: The Target
- Outsiders Annual: #1
- Robin: #139–147